# EBC-1
EBC-1是人類肺鱗狀細胞癌細胞系。EBC-1細胞具有Met基因 (一種肝細胞生長因子受體) 顯著擴增及過度表達Met受體的特徵，這些受體持續地被磷酸化，並且發現β-連環蛋白和p120/δ-連環蛋白中磷酸化酪氨酸的上升趨勢。小髮夾RNA介導的Met基因敲落在EBC-1細胞中，顯著誘導着生長的抑制及細胞凋亡，而其對沒有Met基因擴增的細胞系幾乎沒有任何影響。這些實驗結果表明Met基因的擴增，可以鑑定出對靶向Met基因的新分子療法 (molecular therapies) ，存在反應的非小細胞肺癌子集。

## 外部連結
- Cellosaurus entry for EBC-1（页面存档备份，存于）